# Том Рімі
Томас Ерл «Том» Рімі (23 грудня 1935, Вудсон, Техас — 4 листопад 1977, Індепенденс (Міссурі)) — американський письменник-фантаст, активний учасник руху любителів фантастики. Він написав один роман Blind Voices (укр. Сліпі голоси), який був опублікований посмертно, і декілька повістей та оповідань. Також був редактором фензинів і активним учасником руху фанатів фантастики в 60-х і 70-х роках. В 1976 році виграв Премію Джона В. Кемпбелла найкращому новому письменнику-фантасту, проте помер від серцевого нападу наступного року.

## Біографія
Томас Ерл Рімі народився 23 грудня 1935 в Вудсоні, і з дитинства був фанатом фантастики. З початку 50-х він почав писати фантастичні оповідання, а також малювати. Проте він не був задоволений своїми історіями і не намагався продати їх в офіційні літературні журнали.
Восени 1953 року він заснував перший клуб любителів фантастики в Техасі: «The Dallas Futurian Society», цей клуб проіснував до літа 1958 року, і протягом свого існування випускав фензин CriFanAc (скорочення від «Critical Fan Activity»), в якому публікувались письменники аматори Техасу. Том Рімі був редактором журналу, а також працював з іншими фензинами того часу.
Разом з членами клубу Джеймсом і Грегорі Бенфордами Рімі організував перший з'їзд любителів фантастики в Далласі 5-6 липня 1958 року, почесними гостями на з'їзді були Фредерік Браун і Меріон Зіммер Бредлі.
В 60-х роках Том Рімі працював ілюстатором для авіаційної компанії "Collins Radio" в Далласі, і протягом цього часу був видавцем і редактором фензину Trumpet. Для першого випуску Рімі сам намалював обкладинку. В період з 1965 до 1969 року вийшло десять випусків (одинадцятий і останні вийшов 1974 року), останні мали кольорові обкладинки. В 1966 році Trumpet отримав достатньо голосів, що б ввійти в номінанти премії «Г'юго», але не визнався дійсним через наявність умови на мінімальну кількість випусків. Проте в 1967 і 1969 він ввійшов в короткий список нагороди. Рімі був одним з засновників школи письменників в Далласі «Turkey City Writer's Workshop», яку відвідували багато майбутніх фантастів (Тед Чан, Корі Докторов і інші).
Також наприкінці 60-х Рімі активно виступав за проведення Всесвітнього конвенту любителів фантастики (Worldcon)в Далласі. Він випускав великим тиражем (6000+) брошуру The Dallascon Bulletin, в якій пояснював чому 31 Worldcon має проводитись саме там. Але не зважаючи на його старання, Worldcon відбувся в Торонто. Проте йому вдалось переконати провести Worldcon 76 року в Канзас-Сіті (Міссурі) куди він переїхав жити в липні 1974.
Переїхавши до Канзас-сіті, Рімі почав видавати новий фензин Nickelodeon, а також разом з Кен Келлером заснував студію дизайну і графіки «Nickelodeon Graphics Arts Service».
Хоча до 1974 року Том Рімі не публікувався в офіційних журналах, в фензинах він видав три твори. В 1974 році в вересневому випуску The Magazine of Fantasy and Science Fiction з'явилась його повість «Твілла» (англ. «Twilla»), яка в тому ж році номінувалась на премію Небюла.
Том Рімі помер 4 листопада 1977 року в Індепенденс (Міссурі) в своєму домі від серцевого нападу. Загалом до його смерті було опубліковано дев'ять його оповідань і повістей. Єдиний його роман «Сліпі голоси» (англ. «Blind Voices») був виданий посмертно, як і ще п'ять оповідань. Всі його коротші твори було видано в збірці «San Diego Lightfoot Sue and Other Stories» в 1979 році.

## Нагороди
- 1967 — Номінант на премію Г'юго за кращий фензин Trumpet
- 1969 — Номінант на премію Г'юго за кращий фензин Trumpet
- 1974 — Номінант на премію Небюла за кращу коротку повість Twilla
- 1975 — Премія Небюла за кращу коротку повість San Diego Lightfoot Sue
- 1976 — Номінант на премію Г'юго за кращу коротку повість San Diego Lightfoot Sue
- 1976 — Премія Джона В. Кемпбелла найкращому новому письменнику-фантасту
- 1978 — Номінант на премію Небюла за найкращий роман Blind Voices
- 1979 — Номінант на премію Г'юго за найкращий роман Blind Voices